# Escalona del Prado
Escalona del Prado – gmina w Hiszpanii, w prowincji Segowia, w Kastylii i León, o powierzchni 31,79 km². W 2011 roku gmina liczyła 586 mieszkańców.